# Loverboy (Mariah Carey-dal)
A Loverboy Mariah Carey amerikai popénekesnő első kislemeze tizedik, Glitter című albumáról. A dal a Glitter című film betétdala; a Carey által alakított fiatal énekesnő, Billie Frank első slágere. A Loverboy a Cameo együttes Candy című számának egy részletén alapul; a Cameo tagjai közre is működtek a dal elkészítésében.

## Felvételek
Carey eredetileg nem a Cameo Candy című számából akart részletet felhasználni, hanem Martin Denny Firecracker című dalából, ami a Yellow Magic Orchestra előadásában vált híressé. A szintén a Sony Musichoz tartozó Jennifer Lopez producerei azonban ugyanezt a dalrészletet használták fel Lopez I’m Real című számához, és mivel az ő albuma jelent meg hamarabb, Carey úgy döntött, mégsem a Firecrackerből használ fel részletet a dalhoz (bár később az egyik remixhez felhasználta). A Glitter film egyes trailereiben hallhatóak részletek a dal eredeti változatából.
A Firecracker kiadójának állítása szerint Lopez egy hónappal Carey után kért engedélyt a dalrészlet felhasználására. A Sony tagadta, hogy vezetőjük, Tommy Mottola, Carey volt férje beszélt Lopeznek a Loverboyról. Irv Gotti a The Inctől azt mondta, hogy Mottola ővele is kapcsolatba lépett, hogy készítsen egy dalt, ami éppúgy hangzik, mint egy másik dal a Glitteren, az If We. Lopez I’m Realjének remixében Ja Rule rappel, aki az If We-ben énekel.
A dal eredeti változata 2020-ban megjelent a The Rarities albumon, Firecracker Original Version néven.

## Fogadtatása
A Loverboy volt Carey utolsó olyan Top 40 slágere az USA-ban tizennegyedik albuma, a The Emancipation of Mimi (2005) megjelenéséig, amelyen nem más énekesek dalában működött közre. Mivel ő volt az egyetlen előadó, akinek karrierje kezdete óta minden évben volt listavezető száma a Billboard Hot 100-on, nagy volt a nyomás, hogy az új dala is a slágerlista első helyére kerüljön. Új lemezkiadója, a Virgin Records olyan időpontban jelentette meg a dalt, amikor előre várhatóan nem volt nagy versengés, és a kislemezt a nagyon olcsónak számító 49 centes áron árulták. Sokak szemében ez túl átlátszó trükknek tűnt. Ugyanebben az időben Carey előző lemezkiadója, a Sony Music előrébb hozta a Destiny’s Child Bootylicious című dalának megjelentetését, hogy riválisa legyen a Loverboynak. A Loverboyból több kelt el, mint a Bootyliciousból, de utóbbit többet játszották a rádiók, így felkerült a lista első helyére. Valószínű, hogy Tommy Mottola, a Sony vezetője szándékosan tette ezt, hogy (ahogy Mariah fogalmazott) „szabotálja a karrierjét”.
Mikor megjelent a dal kislemeze, ami csak 49 centbe került, Carey rekordot döntött, mert ez a dal ugrott a legnagyobbat előre a listán: a 60. helyről a másodikra. Kritikusok szerint a kislemez olcsó árának köszönhette sikerét. Mivel csak a 2. helyig jutott, ezzel megszakadt a tizenegy évig tartó sikersorozat, és 2001-ben nem volt listavezető száma Mariah-nak; egyben ez volt az első olyan dala, ami egy album első kislemezeként jelent meg és nem lett listavezető. A Glitter lett Carey első olyan albuma, amelyikről nem született listavezető dal. A kislemez azonban így is aranylemez lett, és ebben az évben ebből a kislemezből kelt el a legtöbb. Tizennégy hétig maradt a Billboard Hot 100-on, és 80. lett az év végi egyesösszesített listán.
A Loverboy az USA-n kívül kisebb sikert aratott. Kanadában, Ausztráliában és a nemzetközi egyesített slágerlistán a Top 10-be került, az Egyesült Királyságban és Olaszországban a Top 20-ba, de Európa nagy részén és Japánban még a Top 40-be sem került be.

## Videóklip és remixek
A dalnak az albumon szereplő mindkét változatához készült videóklip. Az eredeti változat klipjében, amit David LaChapelle rendezett, Carey és Cameo is szerepel. A klipek autóversenyen játszódnak egy forró nyári napon. Az albumon található remixben és a hozzá készült klipben Cameo nem szerepel, helyette a rapperek, Da Brat, Ludacris, Shawnna és Twenty II szerepelnek. A remix klipje nagyban hasonlít az eredeti változatéra. Ludacrs és Shawnna, akik az elején rappelnek, egy régi autóban láthatóak, Da Brat és Twenty II pedig egy másikban.
David Morales és MJ Cole készítettek remixeket a dalhoz, a Morales-változathoz Carey újraénekelte a vokálokat.

### Hivatalos remixek, verziók listája
- Loverboy (Album remix feat. Ludacris, Shawnna, Twenty II, Da Brat)
- Loverboy (Club of Love Remix)
- Loverboy (Club of Love Radio Edit)
- Loverboy (Dreamy Club of Love Radio Edit)
- Loverboy (Dub of Love Remix)
- Loverboy (Drums of Love)
- Loverboy (Firecracker Original version)
- Loverboy (Instrumental Remix)
- Loverboy (MJ Cole Remix)
- Loverboy (MJ Cole Radio Edit)
- Loverboy (MJ Cole London Dub Mix)
- Loverboy (MJ Cole Instrumental)

## Változatok
| CD kislemez (USA, Kanada, Európa, Japán) Kazetta (USA) 1. Loverboy 2. Loverboy (Remix) CD maxi kislemez (Európa) 1. Loverboy (feat. Cameo) 2. Loverboy (MJ Cole Remix) 3. Loverboy (Club of Love Remix) 4. Loverboy (videóklip) CD maxi kislemez (Ausztrália) 1. Loverboy (feat. Cameo) 2. Loverboy (David Morales Club of Love Mix) 3. Loverboy (Remix feat. Da Brat & Ludacris) 4. Loverboy (MJ Cole Main Mix Radio Edit) 5. Loverboy (David Morales Drums of Love Mix) CD maxi kislemez (Ausztrália, Európa, Dél-Afrika, Tajvan, Thaiföld) 1. Loverboy (feat. Cameo) 2. Loverboy (Remix feat. Da Brat & Ludacris) 3. Loverboy (Club of Love Remix) 4. Loverboy (MJ Cole Remix) 5. Loverboy (Dub Love Remix) 6. Loverboy (videóklip) Kazetta (Európa) 1. Loverboy 2. Loverboy (MJ Cole Remix) 3. Loverboy (Club of Love Remix) | CD maxi kislemez (USA) 1. Loverboy 2. Loverboy (Remix) 3. Loverboy (MJ Cole Remix) 4. Loverboy (MJ Cole Instrumental) 5. Loverboy (MJ Cole London Dub Mix) 6. Loverboy (Club of Love Remix) 7. Loverboy (Dub Love Remix) 8. Loverboy (Drums of Love) 12" maxi kislemez (Európa) 1. Loverboy (Remix feat. Da Brat and Ludacris) 2. Loverboy (MJ Cole Remix) 3. Loverboy (Club of Love Remix) 12" maxi kislemez (Európa) 1. Loverboy (Drums of Love) 2. Loverboy (Dub Love Remix) 3. Loverboy (MJ Cole London Dub Mix) 12" maxi kislemez (USA) 1. Loverboy (Remix) 2. Loverboy (Instrumental Remix) 3. Loverboy 4. Loverboy (Instrumental Mix) |

## Helyezések
| Slágerlista (2001)                             | Legmagasabb helyezés | Hányadik listavezető |
| ---------------------------------------------- | -------------------- | -------------------- |
| USA Billboard Hot 100                          | 2                    | –                    |
| USA Billboard Hot R&B/Hip-Hop Singles & Tracks | 1 (2 hétig)          | 8.                   |
| USA Billboard Hot Dance Music/Club Play        | 45                   | –                    |
| USA Billboard Top 40 Tracks                    | 40                   | –                    |
| USA Billboard Mainstream Top 40                | 37                   | –                    |
| USA Billboard Rhythmic Top 40                  | 21                   | –                    |
| USA ARC Weekly Top 40                          | 21                   | –                    |
| Nemzetközi egyesített slágerlista              | 10                   | –                    |
| Ausztrál ARIA kislemezlista                    | 7                    | –                    |
| Belga Top 50 kislemez                          | 49                   | –                    |
| Brazil kislemezlista                           | 38                   | –                    |
| Brit kislemezlista                             | 12                   | –                    |
| Francia Top 100 kislemez                       | 54                   | –                    |
| Holland Mega Top 100 kislemez                  | 34                   | –                    |
| Japán Oricon kislemezista                      | 52                   | –                    |
| Kanadai kislemezlista                          | 3                    | –                    |
| Német kislemezlista                            | 57                   | –                    |
| Olasz Top 50 kislemez                          | 13                   | –                    |
| Svájci Top 100 kislemez                        | 66                   | –                    |
| Svéd Top 60 kislemez                           | 44                   | –                    |